# Cryptoblepharus
Cryptoblepharus is een geslacht van hagedissen uit de familie skinken (Scincidae).

## Naam en indeling
De groep werd voor het eerst wetenschappelijk beschreven door Arend Friedrich August Wiegmann in 1834. Er zijn 53 soorten, de meest recent bekende soort is Cryptoblepharus adamsi, die in 2007 voor het eerst wetenschappelijk werd beschreven door Paul Horner. Veel soorten behoorden lange tijd tot de dwergskinken uit het geslacht Ablepharus, en worden in de literatuur soms onder hun verouderde geslachtsnaam vermeld.

## Uiterlijke kenmerken
De verschillende soorten lijken op de Europese muurhagedissen uit het geslacht Podarcis. Ze hebben goed ontwikkelde, lange poten met vijf dunne vingers en tenen. Alle soorten hebben een afgeplat lichaam. De oogleden zijn vergroeid en onbeweeglijk, ze hebben een doorzichtig venster ter bescherming tegen zand. De hagedissen worden in andere talen wel 'slangenoogskinken' genoemd. De tot een soort bril vergroeide oogleden zijn niet uniek binnen de skinken.
Veel soorten hebben een bruine lichaamskleur met vlekken en strepen. De staart kan worden afgeworpen bij gevaar (caudale autotomie). De soort Cryptoblepharus egeriae heeft een opvallende blauwe staart om vijanden af te leiden.

## Verspreiding en habitat
Het verspreidingsgebied is erg groot en beslaat delen van Afrika (Comoren, Kenia, Madagaskar, Mozambique, Seychellen, Somalië, Tanzania en Zuid-Afrika), Azië (Fiji, Indonesië, Japan, Nieuw-Guinea, Oost-Timor, Palau en Papoea-Nieuw-Guinea) en Australië. Daarnaast komen soorten voor op eilanden van de Indische Oceaan en op eilanden in de Grote Oceaan van Fiji tot de Bonin-eilanden. In Australië komen de verschillende soorten voor in de staten New South Wales, Noordelijk Territorium, Queensland, West-Australië en Zuid-Australië.
De habitat bestaat uit droge gebieden, langdurige droogte wordt getolereerd. De hagedissen zijn dagactief en zijn bewoners van bomen, muren en rotsen. De vrouwtjes zetten eieren af in de bodem.
Door de internationale natuurbeschermingsorganisatie IUCN is aan 37 soorten een beschermingsstatus toegewezen. Hiervan worden 30 soorten beschouwd als 'veilig' (Least Concern of LC), vier soorten worden gezien als 'onzeker' (Data Deficient of D), Cryptoblepharus nigropunctatus wordt beschouwd als 'gevoelig' (Near Threatened of NT), Cryptoblepharus gloriosus als 'kwetsbaar' (Vulnerable of VU). Cryptoblepharus egeriae ten slotte werd voor het laatst in het wild gezien in 2010 en staat te boek als 'uitgestorven in het wild' (Extinct in the Wild of EW). Er is een herintroductieprogramma opgezet om gevangen dieren weer uit te zetten in de natuur.

## Soorten
Het geslacht omvat de volgende soorten, met de auteur en het verspreidingsgebied.
| Naam                             | Auteur                    | Verspreidingsgebied                                                            |
| -------------------------------- | ------------------------- | ------------------------------------------------------------------------------ |
| Cryptoblepharus adamsi           | Horner, 2007              | Australië; Queensland                                                          |
| Cryptoblepharus africanus        | Sternfeld, 1918           | Afrika; Kenia, Somalië, Tanzania, Zuid-Afrika                                  |
| Cryptoblepharus ahli             | Mertens, 1928             | Mozambique                                                                     |
| Cryptoblepharus aldabrae         | Sternfeld, 1918           | Aldabra                                                                        |
| Cryptoblepharus ater             | Boettger, 1913            | Comoren                                                                        |
| Cryptoblepharus australis        | Sternfeld, 1918           | Australië; New South Wales, Noordelijk Territorium, Queensland, West-Australië |
| Cryptoblepharus balinensis       | Barbour, 1911             | Indonesië                                                                      |
| Cryptoblepharus bitaeniatus      | Boettger, 1913            | Mozambique (Europa)                                                            |
| Cryptoblepharus boutonii         | Desjardins, 1831          | Mascarenen                                                                     |
| Cryptoblepharus buchananii       | Gray, 1838                | Australië (West-Australië)                                                     |
| Cryptoblepharus burdeni          | Dunn, 1927                | Indonesië                                                                      |
| Cryptoblepharus caudatus         | Sternfeld, 1918           | Mozambique                                                                     |
| Cryptoblepharus cognatus         | Boettger, 1881            | Madagaskar                                                                     |
| Cryptoblepharus cursor           | Barbour, 1911             | Indonesië                                                                      |
| Cryptoblepharus cygnatus         | Horner, 2007              | Australië; Noordelijk Territorium                                              |
| Cryptoblepharus daedalos         | Horner, 2007              | Australië; Noordelijk Territorium                                              |
| Cryptoblepharus egeriae          | Boulenger, 1888           | Christmaseiland                                                                |
| Cryptoblepharus eximius          | Girard, 1857              | Fiji                                                                           |
| Cryptoblepharus exochus          | Horner, 2007              | Australië; Noordelijk Territorium                                              |
| Cryptoblepharus fuhni            | Covacevich & Ingram, 1978 | Australië; Queensland                                                          |
| Cryptoblepharus furvus           | Horner, 2007              | Nieuw-Guinea                                                                   |
| Cryptoblepharus gloriosus        | Stejneger, 1893           | Comoren (Glorioso)                                                             |
| Cryptoblepharus gurrmul          | Horner, 2007              | Australië; Noordelijk Territorium                                              |
| Cryptoblepharus juno             | Horner, 2007              | Australië; Noordelijk Territorium                                              |
| Cryptoblepharus keiensis         | Roux, 1910                | Indonesië                                                                      |
| Cryptoblepharus leschenault      | Cocteau, 1832             | Indonesië, Oost-Timor                                                          |
| Cryptoblepharus litoralis        | Mertens, 1958             | Australië; Noordelijk Territorium, Queensland, Zuidelijk Nieuw-Guinea.         |
| Cryptoblepharus megastictus      | Storr, 1976               | Australië; Noordelijk Territorium, West-Australië.                             |
| Cryptoblepharus mertensi         | Horner, 2007              | Australië; Noordelijk Territorium                                              |
| Cryptoblepharus metallicus       | Boulenger, 1887           | Australië; Noordelijk Territorium, Queensland, West-Australië.                 |
| Cryptoblepharus nigropunctatus   | Hallowell, 1861           | Japan                                                                          |
| Cryptoblepharus novaeguineae     | Mertens, 1928             | Indonesië en Nieuw-Guinea                                                      |
| Cryptoblepharus novocaledonicus  | Mertens, 1928             | Nieuw-Caledonië                                                                |
| Cryptoblepharus novohebridicus   | Mertens, 1928             | Vanuatu                                                                        |
| Cryptoblepharus ochrus           | Horner, 2007              | Australië (Zuid-Australië)                                                     |
| Cryptoblepharus pannosus         | Horner, 2007              | Australië (New South Wales, Queensland)                                        |
| Cryptoblepharus plagiocephalus   | Cocteau, 1836             | Australië; West-Australië                                                      |
| Cryptoblepharus poecilopleurus   | Wiegmann, 1836            | Verschillende eilanden rondom Australië                                        |
| Cryptoblepharus pulcher          | Sternfeld, 1918           | Australië (New South Wales, West-Australië, Zuid-Australië)                    |
| Cryptoblepharus quinquetaeniatus | Günther, 1874             | Comoren                                                                        |
| Cryptoblepharus renschi          | Mertens, 1928             | Indonesië                                                                      |
| Cryptoblepharus richardsi        | Horner, 2007              | Papoea-Nieuw-Guinea                                                            |
| Cryptoblepharus ruber            | Börner & Schüttler, 1981  | Australië; West-Australië                                                      |
| Cryptoblepharus rutilus          | Peters, 1879              | Palau                                                                          |
| Cryptoblepharus schlegelianus    | Mertens, 1928             | Timor                                                                          |
| Cryptoblepharus tytthos          | Horner, 2007              | Australië; West-Australië                                                      |
| Cryptoblepharus ustulatus        | Horner, 2007              | Australië; West-Australië                                                      |
| Cryptoblepharus virgatus         | Garman, 1901              | Australië (Queensland)                                                         |
| Cryptoblepharus voeltzkowi       | Sternfeld, 1918           | Madagaskar                                                                     |
| Cryptoblepharus wulbu            | Horner, 2007              | Australië (Noordelijk Territorium)                                             |
| Cryptoblepharus xenikos          | Horner, 2007              | Papoea-Nieuw-Guinea                                                            |
| Cryptoblepharus yulensis         | Horner, 2007              | Papoea-Nieuw-Guinea                                                            |
| Cryptoblepharus zoticus          | Horner, 2007              | Australië (Queensland)                                                         |